# Ministerio de Comercio Exterior y Turismo
El Ministerio de Comercio Exterior y Turismo del Perú o Mincetur es el Ministerio encargado de los temas de comercio exterior del Estado Peruano y la promoción del turismo en el Perú. La actual ministra es Úrsula León.

## Objetivos
El Ministerio de Comercio Exterior y Turismo define, dirige, ejecuta, coordina y supervisa las políticas de comercio exterior y turismo. Tiene la responsabilidad en materia de la promoción de las exportaciones y de las negociaciones comerciales internacionales, en coordinación con los ministerios de Relaciones Exteriores y el de Economía y Finanzas y los demás sectores del Gobierno peruano en el ámbito de sus respectivas competencias.
Asimismo, está encargado de la regulación del comercio exterior. El titular del sector dirige las negociaciones comerciales internacionales de la República del Perú y está facultado para suscribir convenios en el marco de su competencia en coordinación con el Ministerio de Relaciones Exteriores. En materia de turismo promueve, orienta y regula la actividad turística, con el fin de impulsar su desarrollo sostenible, incluyendo la promoción, orientación y regulación de la artesanía.

## Funciones
Promueve los Tratados de Libre Comercio, así mismo, coordina con el Ministerio de Relaciones Exteriores y la Comisión de Promoción del Perú, el posicionamiento del Perú en el mundo. Durante el periodo de Alejandro Toledo se han logrado amplios tratados de libre comercio, habiendo sido complementados durante el segundo gobierno de Alan García, siendo los principales:
- Tratado de Libre Comercio Perú-Estados Unidos
- Tratado de Libre Comercio Perú-Tailandia

## Organización
- Secretaría General
- Viceministerio de Turismo
  - Dirección General de Investigación y Estudio sobre Turismo y Artesanía
  - Dirección General de Políticas de Desarrollo
  - Dirección General de Estrategia Turística
  - Dirección General de Artesanías
  - Dirección General de Juegos de Casino y Máquinas
- Viceministerio de Comercio Exterior
  - Dirección General de Investigación y Estudio sobre Comercio Exterior
  - Dirección General de Políticas de Desarrollo de Comercio Exterior
  - Dirección General de Facilitación del Comercio Exterior
  - Dirección General de Negociaciones Comerciales
  - Dirección General de Jurídica Comercial Internacional
- Dirección de Gestión y Monitoreo de las OCEX
- Oficinas Comerciales del Perú en el Exterior OCEX[2]

## Órganos adscritos al Ministerio
- Centro de Formación en Turismo (CENFOTUR)
- Comisión de Promoción del Perú para la Exportación y el Turismo (PROMPERÚ)
- Plan COPESCO - Nacional